# 王濟 (成化辛丑進士)
王濟（1448年—？），字汝舟，浙江湖州府烏程縣人，民籍，明朝政治人物。

## 生平
成化十三年（1477年）丁酉科浙江鄉試第十九名舉人。成化十七年（1481年）中式辛丑科會試第二百七十二名，二甲第四十名進士。授南京兵部主事，被尚書王恕所器重。出为雲南臨安府知府，升貴州按察司副使，称病致仕。

## 家族
曾祖王重理；祖父王希賢；父親王禮。母施氏。慈侍下。兄王觀。